# Черепаха (заказник)
Черепаха — гідрологічний заказник місцевого значення в Україні. Розташований у межах Бобровицької громади Ніжинського району Чернігівської області на північний захід від с. Кобижча у лісовому масиві ДП «Ніжинське лісове господарство» (кв. 4, 50 Кобижчанського лісництва).
Площа — 29 га. Статус присвоєно згідно з рішенням Чернігівського облвиконкому від 27.12.1984 р. № 454. Перебуває у віданні ДП «Ніжинське лісове господарство».
Охороняється низинне  болото посеред лісового масиву, де зростає осока. Заказник має велике значення в регулюванні водного режиму прилеглих територій. Місце масового гніздування водоплавних птахів.
Входить до складу об'єкту Смарагдової мережі Європи UA0000469 Parts of Oster river valley.